# Ed Edmondson
Edmund Edmondson (13 d'agost de 1920 - 21 d'octubre de 1982) va ser president de la Federació d'Escacs dels Estats Units de 1963 a 1966 i director executiu de la Federació d'Escacs dels Estats Units de 1966 a 1975. Va servir com a oficial a la Força Aèria dels Estats Units, on va arribar al grau de tinent coronel.
Edmondson va tenir un paper clau en el camí de Bobby Fischer cap al Campionat del Món d'escacs el 1972. Va demanar a Pal Benko, que s'havia classificat per a l'Interzonal de 1970, que cedís el seu lloc a Fischer. Benko es va adonar que Fischer tenia moltes més possibilitats de guanyar i va acceptar, rebent per fer-ho una gratificació de 2.000 dòlars. A Edmondson també se li atribueix l'expansió considerable de la USCF. Edmondson va exercir com a entrenador de Fischer durant l'Interzonal de 1970 i durant els seus victoriosos matxs de Candidats de 1971 contra Mark Taimànov, Bent Larsen i Tigran Petrossian.
Edmundson va néixer a Rochester, Nova York, i va morir a Honolulu.